# Wagner Derek
Wagner Derek, nome artístico de Wagner Azeredo Serafim (Rio de Janeiro, 27 de janeiro de 1977), é um compositor, produtor musical, multi-instrumentista e arranjador brasileiro, ex-integrante da banda Primeira Essência.

## Biografia
Nascido em 1977, desde cedo teve ligações com a música. Aos seis anos de idade iniciou seus estudos com o piano e passou a estudar na Escola Nacional de Música (UFRJ) aos quinze. Desde então dedicou-se ao estudo do piano erudito e clássico, além de trabalhar como produtor musical e arranjador.
Em 1997, ingressou na banda Primeira Essência como tecladista. O grupo durou três anos, mas gerou dois álbuns, com a participação de Derek.
Um de seus trabalhos mais notáveis foi produzir junto com Ronald Fonseca o disco Salmos e Cânticos Espirituais (2009) do Trazendo a Arca, que vendeu mais de duzentas mil cópias no Brasil. Entretanto, Derek já trabalhou com vários músicos, como David Cerqueira, Duda Andrade, Felipe Dylon, Cristina Mel, Mart'nália, Ton Carfi, Emerson Pinheiro, Arianne e Lexa.

## Discografia
Com Primeira Essência
- 1998: Palavra de Deus
- 2000: Pra Você

Como produtor musical, arranjador, músico convidado ou técnico
- 2000: Ninguém Vai Calar Meu Canto - Shirley Carvalhaes
- 2001: Deus Proverá - Eyshila
- 2004: Terceiro Dia - Cristiane Carvalho
- 2004: Canta Zona Sul  (Voices / Pamela / Marina de Oliveira)
- 2005: Entre os Querubins - J. Neto
- 2007: Um Novo Tempo - Cristina Mel
- 2009: Pra Tocar no Manto - Trazendo a Arca
- 2009: Salmos e Cânticos Espirituais - Trazendo a Arca
- 2010: Instrumental Project - Duda Andrade
- 2011: Live in Orlando - Trazendo a Arca
- 2012: 10 Anos - Trazendo a Arca e Toque no Altar
- 2012: Do Outro Lado - David Cerqueira
- 2013: A Música da Minha Vida - Arianne
- 2014: Grandes Sucessos na Voz de Gabriel - Gabriel
- 2014: Español - Trazendo a Arca
- 2014: Deus do Secreto - Sarando a Terra Ferida
- 2015: Posso Ser - Lexa
- 2015: Tempo de Sorrir - Pamela
- 2015: Tribo de Leão - Alex e Alex
- 2015: Disponível - Lexa
- 2015: Milagre Inesperado - Mashiah
- 2016: Carpinteiro - Emerson Pinheiro
- 2016: És Meu Tudo - Sarando a Terra Ferida
- 2017: Confiar - Liz Lanne
- 2017: Tour do Amor - Pamela
- 2017: Live Session - Liz Lanne
- 2018: Foco Certo - Lexa
- 2018: Acende a Chama - Deco Rodrigues
- 2019: Seu Amor - Daisy Anne
- 2019: Não Há Condenação - Sarando a Terra Ferida
- 2020: Lunação - Rosa de Saron
- 2021: Baile das Máscaras - Rosa de Saron
- 2023: Canções Inesquecíveis - Trazendo a Arca e Toque no Altar
- 2023: La Drácula - Jotta A
- 2023: Re/Nasci - Kleber Lucas